# Образцовское сельское поселение
Образцовское се́льское поселе́ние — упразднённое муниципальное образование в Орловском районе Орловской области Российской Федерации.
Административный центр — село Звягинки.

## История
Образцовский сельский совет был организован в 1923 году.
Ранее сельский совет располагался в д. Образцово, а в 1931 году были объединены Образцовский и Солнцевский сельские советы и Образцовский сельский совет стал находиться в с. Звягинки.
Граница сельского совета расположена на юго-западе и юго-востоке от города Орла.
Наши земляки всегда находились в первых рядах Защитников Отечества, более 50 человек погибло в годы войны.
Сегодня Образцовская администрация занимает площадь 96.789100 кв.м. с населением 6251 человек, где расположено 22 населенных пункта.
Статус и границы сельского поселения установлены Законом Орловского области от 28 декабря 2004 года № 466-ОЗ «О статусе, границах и административных центрах муниципальных образований на территории Орловского района Орловской области».
Законом Орловской области от 04.05.2021 № 2596-ОЗ к 15 мая 2021 года упразднено в связи с преобразованием муниципального района в муниципальный округ.

## География
Поселение рассечено городом Орёл на две обособленные друг от друга части и является самым крупным с позиции комплексного градостроительного освоения и одним из самых сложных с точки зрения территориального планирования. Здесь представлены почти все варианты функций, имеющихся в Орловском районе.
По территории поселения проходит автодорога межреспубликанского значения Р120 Орёл (Россия) — Витебск (Белоруссия). Реки: О́рлик.

## Население
| 2010  | 2012  | 2013  | 2014  | 2015  | 2016  | 2017  |
| ----- | ----- | ----- | ----- | ----- | ----- | ----- |
| 6023  | ↗6045 | ↗6108 | ↗6276 | ↗6295 | ↘6271 | ↗6285 |
| 2018  | 2019  | 2020  | 2021  |       |       |       |
| ↗6313 | ↗6475 | ↗6632 | ↗8998 |       |       |       |

## Населённые пункты
В состав сельского поселения входят 22 населённых пункта:
| №  | Населённый пункт | Тип     | Население |
| -- | ---------------- | ------- | --------- |
| 1  | Булгаковы Горки  | деревня | 58        |
| 2  | Вятский Посад    | посёлок | ↗259      |
| 3  | Гать             | деревня | ↗595      |
| 4  | Живописцев       | посёлок | 5         |
| 5  | Зареченский      | посёлок | ↗1794     |
| 6  | Звягинки         | село    | ↘1131     |
| 7  | Зелёная Роща     | посёлок | 15        |
| 8  | Извеково         | деревня | 88        |
| 9  | Кулики           | деревня | 53        |
| 10 | Маслово          | деревня | 54        |
| 11 | Надежда          | посёлок | 59        |
| 12 | Нижний Хутор     | деревня | 20        |
| 13 | Образцово        | деревня | ↗4083     |
| 14 | Орлик            | посёлок | ↘131      |
| 15 | Русский          | посёлок | 83        |
| 16 | Садовый          | посёлок | ↘267      |
| 17 | Саханская        | станция | 47        |
| 18 | Саханский        | посёлок | 84        |
| 19 | Солнцево         | село    | ↘202      |
| 20 | Ставцева         | посёлок | 1         |
| 21 | Усть-Рыбница     | деревня | ↗127      |
| 22 | Чаплыгино        | деревня | 48        |

## Перспективы развития
Жилищное строительство
В 2007 году часть территории посёлка Зареченский была передана г. Орлу. На ней был возведён микрорайон Зареченский.
Предлагается территории, примыкающие к г. Орлу отвести под общественно-деловую, жилую и рекреационную зоны, а остальную территорию сохранить для сельскохозяйственного использования.
Основной объём нового жилищного строительства предусматривается в ближнем пригороде Орла — на территории Образцовского сельского поселения. В районе п. Зареченский и д. Образцово будет преобладать многоэтажная (свыше 5 этажей) и среднеэтажная (3-4 этажа) многоквартирная застройка. Что составит 52 % общего объёма нового жилищного строительства по всему Орловскому району.
Транспортная инфраструктура
- Строительство западного объезда г. Орла. Строительство объездной автодороги позволит сократить поток грузового транспорта, идущего через город Орёл.
- Строительство новой трассы автомобильной дороги М2 Москва — Симферополь.
- Строительство сети автодорог местного значения в зонах перспективного развития.

## Образование
- Звягинская средняя (полная) общеобразовательная школа,
- Образцовская средняя (полная) общеобразовательная школа.

## Медицинское учреждение
Плещеевская ЦРБ — Звяги́нская Врачебная Амбулатория в с. Звяги́нки.

## Достопримечательности
- Никитский храм в селе Солнцево.
- Городище Надежда.
- Городище Гать.